# فيروزة وخشوري
فيروزة وخشوري (7 أغسطس 1948 في طهران، إيران)، دبلوماسية أردنية وعضو سابق في العائلة المالكة الأردنية. كانت زوجة للأمير عاصم بن نايف من عام 1974 حتى عام 1985. عملت كملحق في السفارة الأردنية في مدريد منذ عام 1992.

## حياتها الخاصة
تزوجت فيروزة من الأمير عاصم بن نايف عام 1974 وانفصلا عام 1985. وظلت تلقب بصاحبة السمو الملكي الأميرة فيروزة عاصم حتى مايو 2004 حين أمر الملك عبد الله الثاني بسحب اللقب منها.
لديها 3 بنات من زوجها السابق الأمير عاصم بن نايف:
- الأميرة ياسمين (ولدت في 30 يونيو 1975).
- الأميرة سارة (ولدت في 12 أغسطس 1978).
- الأميرة نور (ولدت في 6 أكتوبر 1982).